# Courant circumpolaire antarctique

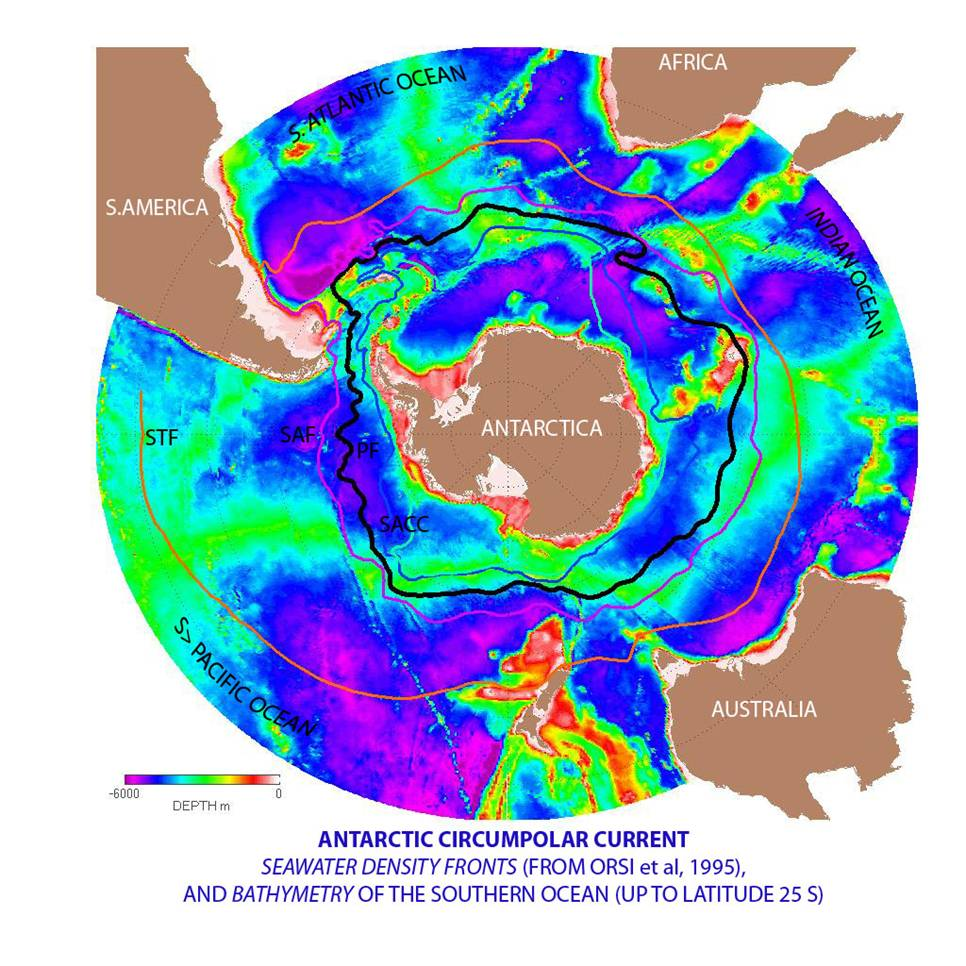
Carte du courant circumpolaire antarctique

Le courant circumpolaire antarctique (aussi nommé Grande dérive d'Ouest) est le courant marin de l'océan Austral qui coule d'ouest en est autour de l'Antarctique. Il est issu de l'ouverture du passage de Drake il y a environ 33 millions d'années, consacrant la séparation définitive de l'Antarctique de l'Amérique du Sud. Cette ouverture a eu des implications majeures, induisant un refroidissement global du climat, ainsi que la formation d'une calotte polaire pérenne sur l'Antarctique.
Le courant circumpolaire joue un rôle moteur dans la circulation océanique mondiale. Il charrie de l'ordre de 150 millions de mètres cubes par seconde (ou 150 sverdrups), soit 150 fois le débit de tous les fleuves du monde. Il brasse les eaux provenant de l'océan Indien, du Pacifique, mais surtout de l'Atlantique Sud. Des colonnes d'eaux froides sont créées dans les mers de Weddell, de la Terre Adélie et de Ross et vont tapisser le fond des bassins océaniques.
Cette région océanique, très riche en vie sous-marine et ornithologique, demeure toutefois très mal connue en raison des difficultés d'accès et de maintien des expéditions scientifiques et techniques. La plupart des données relevées sur le courant circumpolaire antarctique l'ont été lors de transits vers l'Antarctique. Récemment, la Polar Pod Expedition a été spécialement conçue comme une étude de long terme spécialement consacrée au courant.
L'histoire de Jack London, Les Mutinés de l'Elseneur, illustre de manière poignante la difficulté que cela causait aux marins cherchant à contourner le cap Horn sur la route entre New York et la Californie.

## Débit
En volume d'eau déplacée, le courant circumpolaire antarctique est le plus important courant marin de la planète. Son débit est usuellement mesuré dans sa section la plus étroite, le passage de Drake, au sud de la Terre de Feu, à travers lequel il transporte en moyenne de l'ordre de 150 Sv, c'est-à-dire 150 millions de mètres cubes par seconde.
Si cet ordre de grandeur est bien établi, diverses études aboutissent cependant à des débits qui diffèrent de plusieurs dizaines de sverdrups.
Au début des années 1980, la première grande campagne de mesures, baptisée DRAKE79, conclut à un débit de 124,7 ± 9,9 Sv pour l'année 1979,, confirmant des estimations antérieures, et établissant un consensus pour situer le débit dans l'intervalle 118 – 146 Sv.
Ce consensus est par la suite remis en question : une étude de 2014 soutient par exemple que l'expérience DRAKE79 pourrait avoir sur-estimé de 20 % le débit, principalement à cause de deux sondes perdues.
À l'opposé, d'autres études avancent des débits bien supérieurs : une nouvelle campagne de mesures entreprise entre 2007 et 2011, baptisée cDrake, mène ainsi d'autres auteurs à calculer un débit de 173,3 Sv.
Par ailleurs une simulation informatique, le modèle SOSE, produit pour 2005 un débit de 153,0 ± 5,7 Sv.
Cette moyenne sur un an masque une grande variabilité temporelle : selon des études du programme DRAKE79, le débit du courant circumpolaire antarctique pourrait fluctuer dans l'année entre 90 et 150 Sv sur des durées de moins d'un mois,,. Une variation saisonnière est envisagée.